# (225088) 2007 OR10
(225088) 2007 OR10とは、散乱円盤天体に属する小惑星の1つである。名称はGonggong (共工)で古代中国の洪水を起こす水神「共工」に由来する。2022年現在公式資料におけるカナ表記は不明。2007年の発見から2020年の命名まで、固有名が付いていない太陽系の天体としては最も大きかった。

## 軌道の性質

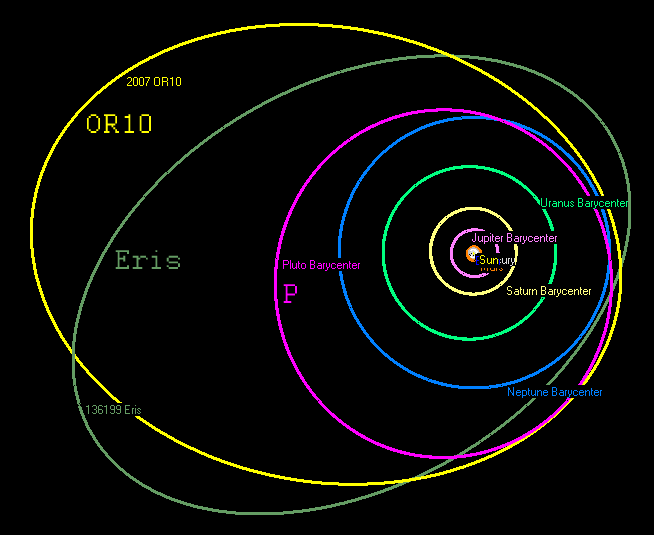
Gonggongの軌道（黄、OR10）

海王星との3:10の軌道共鳴

Gonggongは、軌道長半径がほぼ100億km (66.95au) の軌道を持ち、離心率0.50というかなりゆがんだ楕円軌道を持つ。このため、遠日点距離は約150億km (100.56au) にも達する。公転には実に547.8年もかかる。前回の近日点通過は1856年8月1日のことであり、次回の通過は2404年6月7日になると算定されている。この公転周期は、海王星と3:10の軌道共鳴をする共鳴外縁天体となっている。

## 物理的性質

### 直径
Gonggongは、視等級が21.34等級の地球から極めて遠くにある天体である。標準等級（小惑星としての絶対等級）としては2.0等級である。アルベドは0.18程度と推定されており、そこから直径は1000kmから1500kmと見積もられていたが、後にハーシェル宇宙天文台とケプラーの観測から1535kmという値が導き出された。この大きさは準惑星とされる要件である「自分自身の質量によって静水圧平衡形状になっている」値であることから、Gonggongは準惑星の候補天体である。この直径は冥王星の衛星であるカロンより大きく、太陽系外縁天体の中で3番目（長軸を比較するならハウメアに次いで4番目）、太陽系の中でも20番目に大きな天体となる。

### 表面の様子
スペクトル観測の結果から、Gonggongの表面は水とメタンの氷に覆われていることが示唆されている。メタンが宇宙からの放射線によって重合した赤色の有機化合物へと変化した霜である可能性が挙げられている。表面温度は最大で46K(-227℃) になると推定され、表面のメタンが蒸発し薄い大気を作る可能性がある。Gonggongは、メタンの薄い大気を保持するだけの重力を持つ。逆に、冥王星で見られるような窒素や一酸化炭素は、Gonggongの重力では保持できず、数億年の時間を経るうちに蒸発してしまっていると考えられている。

### 衛星
2017年5月、ハッブル宇宙望遠鏡による観測から、衛星の存在が確認された。衛星の直径は240kmから400km程度と見積もられている。約45時間というGonggongの自転周期は、24時間未満の周期を持つものが多い太陽系外縁天体の中では特に遅いものであり、衛星の潮汐効果による影響が示唆されていた。ただし、今回の観測では衛星の軌道は精査されておらず、本当に衛星の影響によるものか否かは定かでない。

## 名称
Meg Schwamb ら発見者チームの提案した名称Gonggongが、2020年2月5日、国際天文学連合小天体命名委員会により承認された。
発見者の1人マイケル・ブラウンは当初、Gonggong（まだ2007 OR10と呼ばれていた）のあだ名として「白雪姫」(Snow White) という名称で呼んだ。これは当初Gonggongがかなり大きな氷の天体と思われていたことに由来する。しかし実際には、Gonggongの色は白ではなく赤みをおびている（赤みをおびた太陽系外縁天体は珍しくないが、Gonggongは特に赤い）ことから、不適切な名称として取り下げられている。しかし、Gonggongは白雪姫にはなれないが、七人の小人 (dwarf) = 準惑星 (dwarf planet) になる可能性はある。
その後2019年に、発見者のMeg Schwamb、Mike Brown、David Rabinowitzは「Gonggong」、「Holle」、「Vili」という候補を提案し、4月9日6:00(PDT)から5月10日23:59(PDT)まで、特設サイトで投票を募った。その結果、Gonggongが1位となり、彼らにより国際天文学連合に正式に提案された。
| 候補     | 地域       | 由来（要約）                                 | 得票率 |
| -------- | ---------- | -------------------------------------------- | ------ |
| Gonggong | 中国       | 赤い髪と蛇に似た尾をもつ水神、共工           | 46%    |
| Vili     | 北欧       | オーディン、ヴェーと共にユミルを倒したヴィリ | 31%    |
| Holle    | ヨーロッパ | 多産・再生・女性をつかさどる冬の女神ホレ     | 23%    |

彼らは衛星の発見者ではないため、衛星の命名には関わっていないが、衛星は、共工に仕え9つの頭を持つ毒蛇の怪物相柳からXiangliuと名づけられた。
Gonggongの命名後、太陽系で最大の無名の天体の地位をどの天体が得たかは、正確なサイズが不明な太陽系外縁天体が僅差で並ぶため明確ではないが、おそらく、直径934±47kmの(307261) 2002 MS4である。